# ساکوراکای

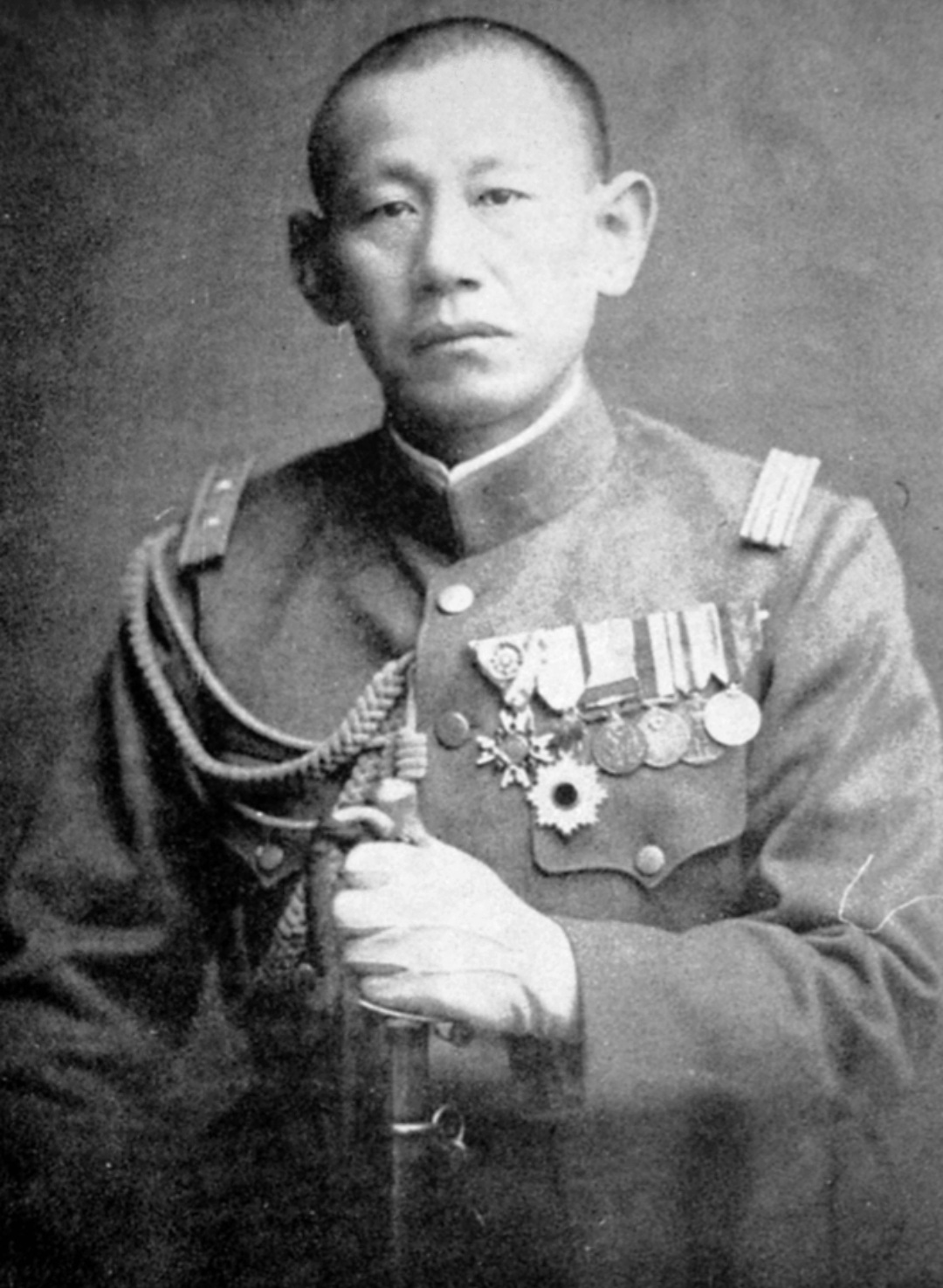
هاشیموتو کینگورو بنیانگذار ساکوراکای

ساکوراکای، انجمن شکوفه‌های ساکورا (به ژاپنی: 桜会, Sakurakai) یک جامعه مخفی فرا ملی‌گرایی افراطی بود که توسط افسران جوان در نیروی زمینی امپراتوری ژاپن در سپتامبر ۱۹۳۰، با هدف سازماندهی مجدد دولت در امتداد تمامیت‌خواهی نظامی‌گری در ژاپن تأسیس شد. اعضای ساکوراکای عقیده داشتند که در صورت لزوم از طریق کودتای نظامی کودتا باید به این اهداف دست یافت.